# Red Sea Diving
Red Sea Diving (The Red Sea Diving Resort) è un film del 2019 scritto e diretto da Gideon Raff con protagonisti Chris Evans, Michael K. Williams, Haley Bennett, Michiel Huisman, Alessandro Nivola, Greg Kinnear e Ben Kingsley.

## Trama
Primi anni ottanta: un gruppo di agenti del Mossad in Sudan, in collaborazione con militanti etiopi, utilizza un resort italiano abbandonato come campo di smistamento di falascia (etiopi di religione ebraica), in fuga verso Israele. Riusciranno, anche grazie all'aiuto degli americani, a salvarne alcune migliaia.

## Promozione
Il trailer è stato pubblicato il 17 luglio 2019.

## Distribuzione
È stato presentato in anteprima mondiale al Festival del cinema di San Francisco il 28 luglio 2019 e distribuito dal 31 luglio 2019 su Netflix.